# Brandy Parliament
Brandy Parliament – zgromadzenie zwołane w Nowej Francji w 1678 roku. Debatowało nad projektem zakazu handlu alkoholem z Indianami. Przeciwnikiem takiego handlu był gubernator Louis de Buade de Frontenac. Wobec groźby zmonopolizowania sprzedaży alkoholu przez Anglików, projekt upadł.